# I Almost Told You That I Loved You
«I Almost Told You That I Loved You» (с англ. — «Я чуть не сказал, что люблю тебя») — третий сингл американской рок-группы Papa Roach из их шестого студийного альбома Metamorphosis, выпущенный 1 июня 2009 года. В дискографии группы «I Almost Told You That I Loved You» является четырнадцатым синглом.

## История создания
Джекоби Шэддикс рассказал о треке: «Эта песня родилась из разговора, который состоялся между мной и одним парнем, Мэттом Зейном — он музыкант, но также снимает порнографические фильмы — и он рассказывал мне об одной девушке. Он пробовал талант, прежде чем снимать её, и он сказал: „О, Джейкоби, чувак, эта киска была так хороша, что я чуть не сказал ей, что люблю её“. Мы с продюсером Джеем Баумгарднером посмотрели друг на друга и подумали: „Вот это и есть название песни!“».

## Музыкальное видео
Действие видеоклипа происходит в борделе, где участники группы Papa Roach исполняют песню «I Almost Told You That I Loved You» в окружении стриптизёрш. Множество сцен клипа имеет прямую отсылку к сексу. В конце видео одна из девушек-стриптизёрш целует другую, после чего, убегая, роняет кольцо, на внутренней стороне которого было написано «Я тебя люблю». Существует три версии видео: первая была предназначена для публичной трансляции по ТВ (без участия супруги Шэддикса), вторая — цензурированная версия, и третья, которая не подверглась цензуре.

## Список композиций
| №  | Название                                             | Длительность |
| -- | ---------------------------------------------------- | ------------ |
| 1. | «I Almost Told You That I Loved You» (Clean Version) | 3:14         |
| 2. | «I Almost Told You That I Loved You» (Album Version) | 3:14         |

## Позиции в чартах
| Чарт (2009)                          | Высшая позиция |
| ------------------------------------ | -------------- |
| Billboard Hot Modern Rock Tracks     | 35             |
| Billboard Hot Mainstream Rock Tracks | 20             |
| Billboard Rock Songs                 | 32             |

## Участники записи
- Джекоби Шэддикс — вокал
- Джерри Хортон — гитара
- Тобин Эсперанс — бас-гитара
- Тони Палермо — ударные